# In the Heat of the Night (album de Pat Benatar)
Pour les articles homonymes, voir In the Heat of the Night.
Albums de Pat Benatar
Crimes of Passion
(1980)
Singles
1. If You Think You Know How to Love Me
Sortie : 14 septembre 1979
2. Heartbreaker
Sortie : 26 octobre 1979
3. We Live for Love
Sortie : 25 février 1980

In the Heat of the Night est le premier album studio de Pat Benatar, sortie via Chrysalis Records le 27 août 1979. 
L'album s'est classé à la 12e position au Billboard 200 la semaine du 15 mars 1980. L'album a été certifié disque de platine aux États-Unis par la Recording Industry Association of America en décembre 1980. En France, l'album s'est classé 20e et est resté 24 semaines dans les charts.
L'album inclut les singles I need a lover, chanson reprise de John Mellencamp, chanteur jusqu'alors quasi inconnu, et les hits singles Heartbreaker et We live for love. L'album est remasterisé et réédité en 2006 via Capitol Records.

## Liste des titres
| 1. | Heartbreaker                                             | Geoff Gill, Clint Wade    | 3:29 |
| 2. | I Need a Lover (reprise de John Cougar)                  | John Mellencamp           | 3:30 |
| 3. | If You Think You Know How to Love Me (reprise de Smokie) | Mike Chapman, Nicky Chinn | 4:23 |
| 4. | In the Heat of the Night (reprise de Smokie)             | Mike Chapman, Nicky Chinn | 5:24 |
| 5. | My Clone Sleeps Alone                                    | Roger Capps, Pat Benatar  | 3:29 |

| 6.  | We Live for Love                                        | Neil Giraldo                 | 3:55 |
| 7.  | Rated X (reprise de Nick Gilder)                        | Nick Gilder, James McCulloch | 3:17 |
| 8.  | Don't Let It Show (reprise de The Alan Parsons Project) | Alan Parsons, Eric Woolfson  | 4:04 |
| 9.  | No You Don't (reprise de Sweet)                         | Mike Chapman, Nicky Chinn    | 3:20 |
| 10. | So Sincere                                              | Roger Capps, Pat Benatar     | 3:29 |

## Musiciens
- Pat Benatar – chants
- Neil Giraldo – guitare solo, clavier, slide guitare
- Scott St. Clair Sheets – guitare rythmique
- Roger Capps – basse
- Glen Alexander Hamilton – batterie